# Parafia Najświętszej Maryi Panny Królowej Polski w Zbytowej
Parafia Najświętszej Maryi Panny Królowej Polski w Borowej – znajduje się w dekanacie Oleśnica wschód w archidiecezji wrocławskiej. Erygowana w 1953 roku.
Obsługiwana przez księży archidiecezjalnych. Jej proboszczem jest ks. Tomasz Głodowicz.

## Parafialne księgi metrykalne
| Księgi metrykalne | Okres ewidencji |
| ----------------- | --------------- |
| chrztów           | 1946 -          |
| ślubów            | 1946 -          |
| zgonów            | 1946 -          |